# D-War: Wojna smoków
D-War: Wojna smoków (ang. D-War, 2007) – południowokoreański film fantasy w reżyserii Shim Hyung-rae.

## Opis fabuły
Ethan Kendrick (Jason Behr) jako młody chłopak dowiedział się od sprzedawcy antyków, że jest wcieleniem duszy wielkiego wojownika sprzed 500 lat. Jako dorosły człowiek zostaje reporterem i zamierza zbadać legendę. Kiedy spotyka Sarę Daniels (Amanda Brooks), wcielenie jego dawnej miłości, razem muszą stoczyć walkę z pustoszącymi Los Angeles potworami.

## Obsada
- Jason Behr – Ethan Kendrick
- Amanda Brooks – Sarah Daniels
- Robert Forster – Jack
- Craig Robinson – Bruce
- Aimee Garcia – Brandy
- Chris Mulkey – Agent Frank Pinsky
- John Ales – Agent Judah Campbell
- Elizabeth Peña – Agentka Linda Perez
- Billy Gardell – Pan Belafonte
- Cody Arens – Młody Ethan Kendrick